# Cape May (New Jersey)
Pour les articles homonymes, voir May.
Cape May est une ville située dans l'État américain du New Jersey, dans le comté de Cape May. Selon le recensement de 2010, sa population est de 3 607 habitants.

## Géographie

### Situation
La ville de Cape May se trouve sur la côte de l'océan Atlantique, à l'extrême sud du New Jersey, à l'entrée de la baie du Delaware.

### Climat
| Mois                                  | jan.     | fév.     | mars     | avril   | mai     | juin    | jui.    | août    | sep.    | oct.    | nov.     | déc.     | année    |
| ------------------------------------- | -------- | -------- | -------- | ------- | ------- | ------- | ------- | ------- | ------- | ------- | -------- | -------- | -------- |
| Température minimale moyenne (°C)     | −1,9     | −1,4     | 1,9      | 6,7     | 11,9    | 17,2    | 20,2    | 19,6    | 16,5    | 10,4    | 4,8      | 0,6      | 8,8      |
| Température moyenne (°C)              | 2,2      | 2,9      | 6,4      | 11,6    | 16,8    | 22      | 24,9    | 24,3    | 21,2    | 15,2    | 9,3      | 4,8      | 13,4     |
| Température maximale moyenne (°C)     | 6,3      | 7,3      | 10,9     | 16,6    | 21,7    | 26,7    | 29,7    | 29,1    | 25,9    | 19,9    | 13,8     | 8,9      | 18,1     |
| Record de froid (°C) date du record   | −19 1992 | −18 1979 | −14 2007 | −6 1982 | 1 1992  | 6 1956  | 11 1962 | 7 1986  | 0 1967  | −3 1950 | −10 1947 | −15 1942 | −19 1982 |
| Record de chaleur (°C) date du record | 23 2002  | 24 2018  | 28 1990  | 33 2009 | 35 1991 | 37 2011 | 39 2011 | 37 2016 | 36 1953 | 36 2019 | 28 1950  | 24 1998  | 39 2011  |
| Précipitations (mm)                   | 81,8     | 75,4     | 104,1    | 84,8    | 90,2    | 89,7    | 98,6    | 101,9   | 95,5    | 105,9   | 83,6     | 102,1    | 1 113,5  |
| dont neige (cm)                       | 11,4     | 14,5     | 6,4      | 0,3     | 0       | 0       | 0       | 0       | 0       | 0       | 0        | 5,1      | 37,6     |
| Nombre de jours avec précipitations   | 10,6     | 10,7     | 11,7     | 11,3    | 11,3    | 10,1    | 10      | 8,9     | 9       | 9,6     | 9,4      | 11,2     | 123,8    |
| Nombre de jours avec neige            | 2,9      | 3        | 1,2      | 0,1     | 0       | 0       | 0       | 0       | 0       | 0       | 0        | 1,2      | 8,4      |

| Diagramme climatique                                  |             |              |             |              |              |              |               |              |               |             |             |
| J                                                     | F           | M            | A           | M            | J            | J            | A             | S            | O             | N           | D           |
| 6,3−1,981,8                                           | 7,3−1,475,4 | 10,91,9104,1 | 16,66,784,8 | 21,711,990,2 | 26,717,289,7 | 29,720,298,6 | 29,119,6101,9 | 25,916,595,5 | 19,910,4105,9 | 13,84,883,6 | 8,90,6102,1 |
| Moyennes : • Temp. maxi et mini °C • Précipitation mm |             |              |             |              |              |              |               |              |               |             |             |

## Personnalités liées à la commune
La prédicatrice méthodiste Jarena Lee (1783-v. 1860) est native de la commune.